# Godšinová
Godšinová (1094 m) – szczyt słowackiej Magury Spiskiej. Znajduje się w zachodniej części jej grani głównej, pomiędzy szczytami Smreczyny (Smrečiny, 1158 m) i Spádik (1088 m). Jest zwornikiem dla dwóch grzbietów: 
- krótki, północny, opadający do miejscowości Relów (Reľov). Oddziela  dwa źródłowe cieki rzeki Rieka (dopływ Dunajca),
- długi południowy, zakończony wzniesieniem Partizanska hora (937 m). Grzbiet ten opada do miejscowości Wyborna i oddziela doliny potoków Barich i Slovensky potok. Obydwa są dopływami Bielskiego Potoku (dorzecze Popradu).

Przez wierzchołek Godšinová prowadzi główny szlak turystyczny Magury Spiskiej. Odcinek od Bukowiny do Przełęczy Magurskiej przez turystów odwiedzany jest rzadko. Znajduje się na nim kilka niewybitnych wierzchołków, trasa prowadzi granią terenem niemal równym, z niewielkimi tylko podejściami. Dawniej  odcinek ten był zalesiony, ale huragan w 2004 powalił niemal cały las na odcinku od Smreczyn po Spádik. Dzięki temu z trasy tej rozpościerają się szerokie panoramy widokowe. Zarówno w południowych, jaki północnych stokach szczytu znajduje się wiele dróg do zwózki drzewa po tych wiatrołomach.

## Szlak turystyczny
niebieski: Przełęcz Magurska – Spádik – Godšinová – Smreczyny – Bukowina – Magurka – Średnica w Zdziarze. 6.50 h

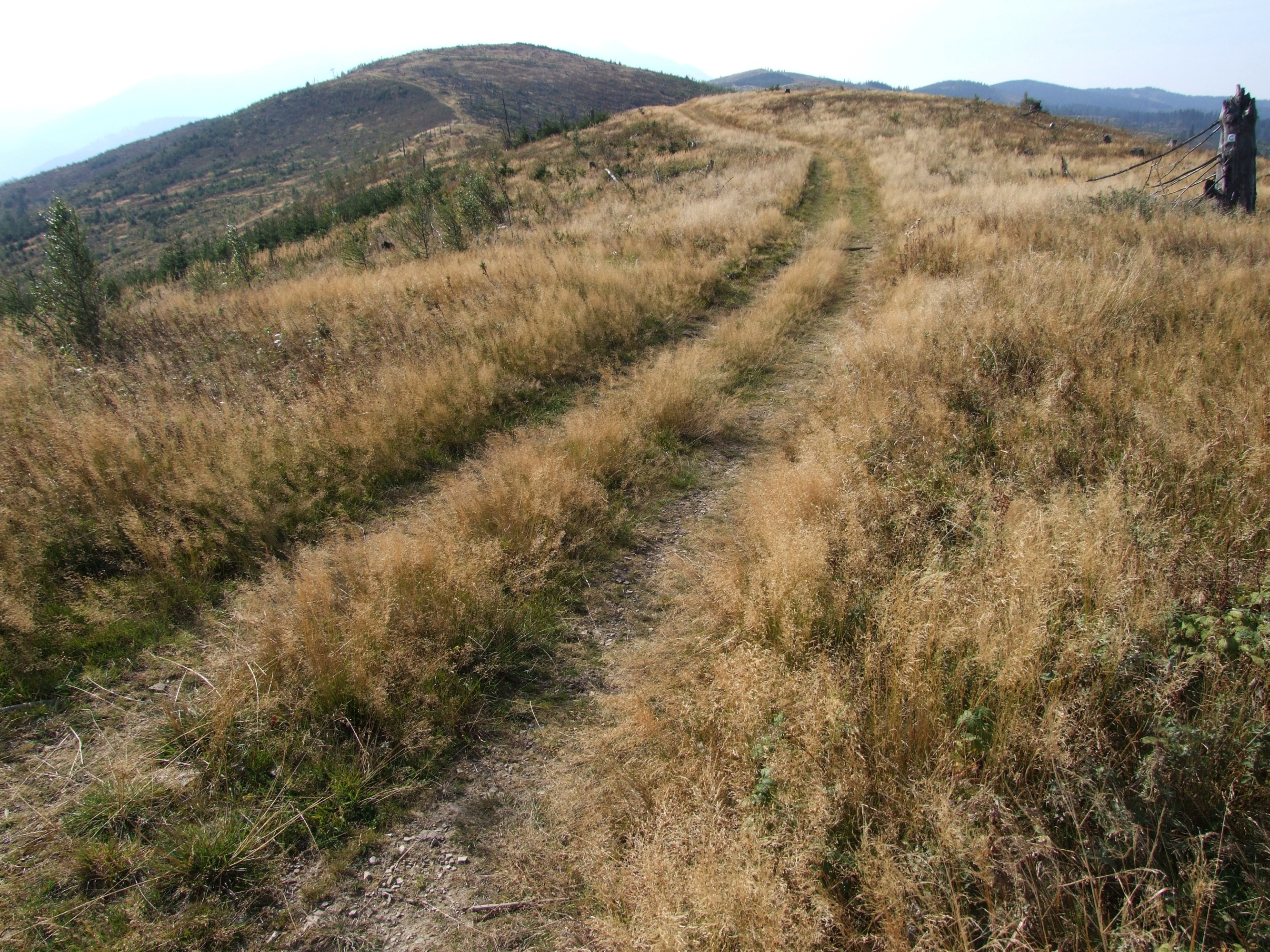
Ogołocona z drzew Godšinová (na środku u góry) po huraganie w 2004 r.